# یویا تاناکا
یویا تاناکا (ژاپنی: 田中 悠也؛ زادهٔ ۱۰ مهٔ ۲۰۰۰) یک بازیکن فوتبال اهل ژاپن است.
از باشگاه‌هایی که در آن بازی کرده‌است می‌توان به باشگاه فوتبال گراونز کیتاکیوشو اشاره کرد.